# Miroslav Varga
Pour les articles homonymes, voir Varga.
Miroslav Varga, né le 21 septembre 1960 à Žatec, en Tchéquie (alors Tchécoslovaquie), est un tireur sportif tchèque.
Varga a participé aux épreuves de carabine position couchée à 50 mètres des Jeux olympiques de 1988 à Séoul, 1992 à Barcelone et 2008 à Pékin. En 1988, après avoir battu le record du monde en qualification, il s'impose en finale devant le Sud-coréen Cha Young-chul. Il aura moins de réussite à Barcelone et Pékin, prenant respectivement la 31e et la 29e place.
Il a également participé à des épreuves par équipe lors de championnats du monde, terminant triple médaillé d'argent en 1990 à Moscou.